# Gabriela Polańska
Pour les articles homonymes, voir Polańska.
Gabriela Polańska (née Wojtowicz le 27 novembre 1988 à Rzeszów) est une joueuse de volley-ball polonaise. Elle mesure 2,02 m et joue au poste de centrale. Elle totalise 24 sélections en équipe de Pologne. Elle est mariée au volleyeur polonais Łukasz Polański.

## Clubs
| Club                  | De        | À         |
| --------------------- | --------- | --------- |
| SMS PZPS Sosnowiec    | 2004-2005 | 2006-2007 |
| Muszynianka Muszyna   | 2007-2008 | 2007-2008 |
| PTPS Piła             | 2008-2009 | 2009-2010 |
| Bielsko-Biała         | 2010-2011 | 2012-2013 |
| Budowlani Łódź        | 2014-2015 | 2018-2019 |
| KS Developres Rzeszów | 2019-2020 | …         |

## Palmarès
- Championnat de Pologne
  - Vainqueur : 2008.
  - Finaliste : 2017, 2019, 2020.
- Supercoupe de Pologne
  - Vainqueur : 2008, 2010, 2017, 2018.
  - Finaliste : 2011.
- Coupe de Pologne
  - Vainqueur : 2018.
  - Finaliste : 2011, 2017, 2020.